# Carl Brashear
Carl Maxie Brashear(19 tháng 1 năm 1931 - 25 tháng 7 năm 2006) là một thủy thủ hải quân Hoa Kỳ. Anh ấy là một thợ lặn bậc thầy của hải quân Hoa Kỳ, ông đã đạt thành tích đó vào năm 1970, mặc dù trước đó một tai nạn hy hữu đã lấy đi chân trái của ông vào năm 1966. Bộ phim Men of honor dựa trên cuộc đời của ông. Anh thường bị nhầm lẫn là thợ lặn hải quân người Mỹ gốc Phi đầu tiên. Tuy nhiên, danh hiệu đó thuộc về thượng sĩ John Henry Turpin.

## Thời niên thiếu và giáo dục
Brashear sinh ngày 19 tháng 1 năm 1931 tại Tonieville, Kentucky, là con thứ sáu trong số tám người con của McDonald và Gonzella Brashear.. Năm 1935, gia đình định cư tại một trang trại ở Sonora, Kentucky. Brashear theo học trường Sonora Grade  từ 1937 đến 1946.

## Binh nghiệp
Brashear gia nhập hải quân Hoa Kỳ vào ngày 25 tháng 2 năm 1948, bốn tháng trước khi tổng thống Hoa Kỳ Harry S. Truman giải tán quân đội. Ông tốt nghiệp học viện hải quân Hoa Kỳ vào năm 1954, trở thành người Mỹ gốc Phi đầu tiên theo học và tốt nghiệp học viện và là một trong những thợ lặn của hải quân Hoa Kỳ gốc Phi đầu tiên.
Khi theo học trường dạy lặn ở Bayonne, New Jersey, Brashear phải đối mặt với sự thù địch và phân biệt chủng tộc. Anh ta tìm thấy các lá thư nặc danh trên giường của mình viết rằng, "Chúng tao sẽ nhấn chìm mày hôm nay, thằng nhóc!" và "Chúng tao không muốn bất kỳ thợ lặn da màu nào." Brashear đã nhận được sự khích lệ từ người bạn thượng sĩ Rutherford, và tốt nghiệp với số điểm 16/17.
Nhiệm vụ đầu tiên của Brashear với tư cách là một thợ lặn là lấy khoảng 16.000 viên đạn rơi khỏi một chiếc sà lan bị vỡ làm đôi và chìm. Trong chuyến làm nhiệm vụ trên bờ đầu tiên ở Quonset Point, Rhode Island, nhiệm vụ của anh bao gồm trục vớt máy bay (trong đó có một chiếc Blue Angel) và vớt xác chết.
Brashear được giao nhiệm vụ hộ tống du thuyền Barbara Anne của tổng thống đến Rhode Island. Ông đã gặp tổng thống Eisenhower và nhận được một con dao nhỏ có nội dung: "Gửi Carl M. Brashear. Từ Dwight D. Eisenhower, 1957. Cảm ơn rất nhiều." Sau khi trở thành chỉ huy trưởng vào năm 1959, ông ở lại Guam trong ba năm để thực hiện hầu hết các cuộc lặn rà phá ngư lôi.

### Tai nạn và hồi phục
Vào tháng 1 năm 1966, trong một vụ tai nạn mà ngày nay được gọi là sự cố Palomares, một quả bom hạt nhân B28 đã bị mất tích ngoài khơi Palomares, Tây Ban Nha, sau khi hai máy bay của không quân Hoa Kỳ thuộc Bộ Tư lệnh Không quân Chiến lược (SAC), một máy bay ném bom B-52G Stratofortress. và một máy bay tiếp nhiên liệu trên không KC-135A Stratotanker, đã va chạm trong quá trình tiếp nhiên liệu trên không. Brashear đang phục vụ trên tàu USS Hoist (ARS-40) khi nó được cử đi tìm và thu hồi quả bom bị mất tích cho không quân. Đầu đạn được tìm thấy sau hai tháng rưỡi tìm kiếm. Vì sự phục vụ tận tụy của mình trong việc giúp lấy quả bom, Brashear sau đó đã được trao tặng huân chương hải quân và thủy quân lục chiến, giải thưởng cao nhất của hải quân cho chủ nghĩa anh hùng phi chiến đấu.
Trong chiến dịch thu hồi bom vào ngày 23 tháng 3 năm 1966, một đường dây dùng để kéo bị đứt, khiến một đường ống đâm vào chân trái của Brashear bên dưới đầu gối, gần như cắt đứt nó. Ông được sơ tán đến căn cứ không quân Torrejon ở Tây Ban Nha, sau đó đến bệnh viện USAF tại căn cứ không quân Wiesbaden, Đức; và cuối cùng là bệnh viện bải quân ở Portsmouth, Virginia. Bên cạnh tình trạng nhiễm trùng và hoại tử dai dẳng, chân trái phía dưới của anh cuối cùng đã bị cắt cụt.
Brashear vẫn ở trung tâm y tế  hải quân ở Portsmouth từ tháng 5 năm 1966 cho đến tháng 3 năm 1967 để phục hồi và phục hồi sức khỏe sau khi cắt cụt chi. Từ tháng 3 năm 1967 đến tháng 3 năm 1968, Brashear được bổ nhiệm vào đơn vị rà phá bến cảng số 2, chuẩn bị trở lại hoạt động đầy đủ và lặn. Vào tháng 4 năm 1968, sau một thời gian dài đấu tranh, Brashear là thợ lặn bị cụt đầu tiên được tái chứng nhận là thợ lặn của Hải quân Hoa Kỳ. Năm 1970, ông trở thành bậc thầy thợ lặn  gốc Phi đầu tiên của hải quân Hoa Kỳ, và phục vụ thêm chín năm sau đó, được thăng chức thuyền trưởng vào năm 1971. Brashear được thúc đẩy bởi niềm tin của mình rằng "Không phải là tội lỗi khi bị đánh gục; đó là tội lỗi khi ở lại" và "Tôi sẽ không để ai đánh cắp giấc mơ của mình."

## Về hưu
Brashear giải ngũ vào ngày 1 tháng 4 năm 1979, với tư cách là một sĩ quan trưởng hạng nhỏ (E-9) và thợ lặn bậc thầy. Sau đó, ông phục vụ như một nhân viên dân sự cho chính phủ tại trạm hải quân Norfolk, Norfolk, Virginia, và nghỉ hưu vào năm 1993 với hạng GS-11.

## Đời tư
Brashear đã kết hôn và ly hôn ba lần:  Junetta Wilcoxson (1952–1978), Hattie R. Elam (1980–1983), và Jeanette A. Brundage (1985–1987). Ông có bốn người con: Shazanta (1955–1996), DaWayne, Phillip và Patrick. Cháu trai của Brashear là vận động viên khúc côn cầu trên băng chuyên nghiệp đã nghỉ hưu Donald Brashear.
Brashear chết vì suy hô hấp và suy tim tại trung tâm y tế hải quân Portsmouth, Portsmouth, Virginia, vào ngày 25 tháng 7 năm 2006. Ông được chôn cất tại khu tưởng niệm Woodlawn ở Norfolk, Virginia.

## Trong truyền thông đại chúng
Bộ phim Men of honor sản xuất năm 2000 do nam diễn viên Cuba Gooding thủ vai chính được phỏng theo nguyên mẫu cuộc đời ông.